# Patrick Blossier
Patrick Blossier (* 23. September 1946 in Paris, Frankreich) ist ein französischer Kameramann.

## Leben
Patrick Blossier machte 1971 seinen Abschluss an der École nationale supérieure Louis-Lumière. Sein Spielfilmdebüt als Kameramann gab er in dem 1976 in Kamerun erschienen und von Daniel Kamwa inszenierten Pousse-pousse. Für seine Arbeiten an Miss Mona, Der Stellvertreter und Tage des Ruhms wurde er jeweils für den französischen Filmpreis César als Bester Kameramann nominiert. Für seine Arbeit an Das Zimmermädchen der Titanic wurde er 1998 als bester Kameramann für den spanischen Filmpreis Goya nominiert.
2017 wurde er bei den 70. Internationalen Filmfestspielen von Cannes als Jurymitglied für die Vergabe der Caméra d’Or ausgewählt. Er ist Mitglied der französischen Association Française des directeurs de la photo Cinématographique (AFC).
Boussier ist seit 1988 mit der französischen Schauspielerin und Filmemacherin Camille de Casabianca verheiratet.

## Filmografie (Auswahl)
Patrick Blossier war seit 1976 an über 70 Filmen als Kameramann beteiligt.
- 1976: Pousse-pousse
- 1982: Entscheidung am Kap Horn (Les quarantièmes rugissants)
- 1985: Vogelfrei (Sans toit ni loi)
- 1987: Das Geistertal (La vallée fantôme)
- 1987: Der Mönch und die Hexe (Le moine et la sorcière)
- 1987: Miss Mona
- 1987: Schmutziges Schicksal (Sale destin)
- 1988: Verraten (Betrayed)
- 1991: Dr. Petiot
- 1989: Meine Nächte sind schöner als deine Tage (Mes nuits sont plus belles que vos jours)
- 1989: Music Box – Die ganze Wahrheit (Music Box)
- 1990: Die Rache einer Frau (La vengeance d’une femme)
- 1991: Jacquot
- 1991: Nacht ohne Ende – Hors la vie (Hors la vie)
- 1991: Mein Vater, der Held (Mon père, ce héros)
- 1993: Die kleine Apokalypse (La petite apocalypse)
- 1993: Libera me
- 1994: D’Artagnans Tochter (La Fille de d’Artagnan)
- 1995: Unschuldige Lügen (Innocent Lies)
- 1996: Der schöne Sommer (Le bel été 1914)
- 1996: Fred
- 1997: Das Zimmermädchen der Titanic (La camarera del Titanic)
- 1997: Mad City
- 1998: Abseits (Hors jeu)
- 1998: La Dame de Saïgon
- 1999: In den Fußstapfen meines Vaters (Je règle mon pas sur le pas de mon père)
- 2000: Die Treue der Frauen (La Fidélité)
- 2001: Träume auf französisch (Rêves en France)
- 2002: Der Stellvertreter (Amen.)
- 2002: Jet Lag – Oder wo die Liebe hinfliegt (Décalage horaire)
- 2003: Pakt des Schweigens – Ein blutiges Geheimnis (Le pacte du silence)
- 2004: Die Frau des Leuchtturmwärters (L’Équipier)
- 2004: Nächtliche Irrfahrt (Feux rouges)
- 2005: Der Oberst und ich (Mon Colonel)
- 2005: Die Axt (Le Couperet)
- 2006: Tage des Ruhms (Indigènes)
- 2008: Das Mädchen aus Monaco (La fille de Monaco)
- 2009: Die Eleganz der Madame Michel (Le Hérisson)
- 2009: Eden is West (Eden à l’Ouest)
- 2011: Der Mönch (Le  moine)
- 2012: The Returned (Les revenants) (Fernsehserie)
- 2020: Der doppelte Alfred (Les deux Alfred)
- 2022: Wie im echten Leben (Ouistreham)
- 2023: Wow! (Wahou!)

## Auszeichnungen (Auswahl)
- César 1988: Nominierung für die Beste Kamera für Miss Mona
- Goya 1998: Nominierung für die Beste Kamera für Das Zimmermädchen der Titanic
- César 2003: Nominierung für die Beste Kamera für Der Stellvertreter
- César 2008: Nominierung für die Beste Kamera für Tage des Ruhms